# Ermite à gorge grise
Phaethornis griseogularis
Espèce
Statut de conservation UICN

 LC  : Préoccupation mineure
Statut CITES
L'Ermite à gorge grise (Phaethornis griseogularis) est une espèce de colibris de la sous-famille des Phaethornithinae.

## Distribution
L'ermite à gorge grise est présent au Venezuela, en Colombie, en Équateur, dans le nord-ouest du Pérou et dans le nord du Brésil.

Carte de répartition de l'espèce